# Флаг муниципального округа Верхотурский
Флаг городского округа Верхоту́рский является официальным символом муниципального образования городской округ Верхотурский Свердловской области Российской Федерации.
Флаг утверждён 21 октября 2002 года как флаг «муниципального образования Верхотурский уезд и города Верхотурье» (после муниципальной реформы — «Городской округ Верхотурский») и внесён в Государственный геральдический регистр Российской Федерации с присвоением регистрационного номера 1101.

## Описание
«Полотнище с соотношением сторон 2:3 белого цвета, по центру которого помещены фигуры уездного герба: соболь со стрелой и литера „В“, выполненные чёрным, синим, красным и жёлтым цветами и занимающие 7/8 от высоты полотнища. Оборотная сторона симметрична лицевой».

## Обоснование символики
Соболь на флаге служит знаком исключительной роли Верхотурья как форпоста в освоении Сибири.
Синяя стрела (помимо обозначения покорения Сибирского царства) указывает на основание в этой местности центра светской культуры и религиозной духовности.
Литера «В», выполненная в церковнославянском стиле, отражает древность поселения, наличие при местных монастырях школ, библиотек, а также напоминает о просветительской деятельности монахов (в первую очередь Симеона Верхотурского). Кроме того, она отсылает к названию города.
Белый цвет (серебро) — символ чистоты души и праведности святых, в этой местности просиявших.

## История
Флаг Верхотурья основан на гербе этого же города. Его прототипом послужила городская печать, появившаяся ориентировочно в начале XVII века. Печать Верхотурью, а также Тобольску и Берёзову были пожалованы в правление царя Василия Шуйского, о чём свидетельствуют две грамоты о посылке в эти города печатей, впервые опубликованные в 1941 году во втором томе «Истории Сибири» Г. Ф. Миллера. В Верхотурье печати были доставлены 17 июня 1607 года. Описание верхотурьинской печати, содержащиеся в «Росписи печатям сибирских городов» 1635 года, дополненной в 1656 году и помещённой в «Книге служебной чертёжной» Семёна Ремезова, гласит: «На Верхотурской соболь под деревом, а около вырезано: “Печать государева земли Сибирские города Верхотурья”». На печати верхотурьинского воеводы, прикреплённой к документу 1689 года впервые изображён соболь со стрелой и буквой «В» напротив. Рисунок данной печати содержится в «Окладной книге Сибири», написанной в Сибирском приказе в 1697 году. Не исключено, что мотив, используемый по сей день, появился и до 1689 года.
В 1724-1725 годах на основе печати 1689 года геральдистом Франциском де Санти был разработан герб Верхотурья. Повторно герб города был принят 17 июля 1783 года, и, поскольку город входил в состав Пермского наместничества, то в верхней половине щита был помещён герб Перми. В 1862 году был предложен проект нового герба города: в серебряном щите стоящий на задних лапах червленый с золотыми глазами, языком и когтями соболь, держащий лазурную стрелу, обращенную острием вниз. В вольной части щита (левом верхнем углу) располагался герб Пермской губернии, щит был увенчан стенчатой короной и положен на два золотых молота, соединённых Александровской лентой.